# Pogonska gred
Pogonska gred (pogovorno »kardan«) je gred, ki prenaša moč (navor) iz motorja na napravo, ki jo poganjamo. Pogonska gred je obremenjena torzijsko in strižno. Pri batnih motorjih je po navadi ročična gred tudi pogonska gred. Če ni možna direktna (ravna) povezava z gnanim strojem se uporablja pogonske gredi ali krožne zglobe. 
Alternativa pogonskim gredem je veriga.